# Колонизация спутников Юпитера

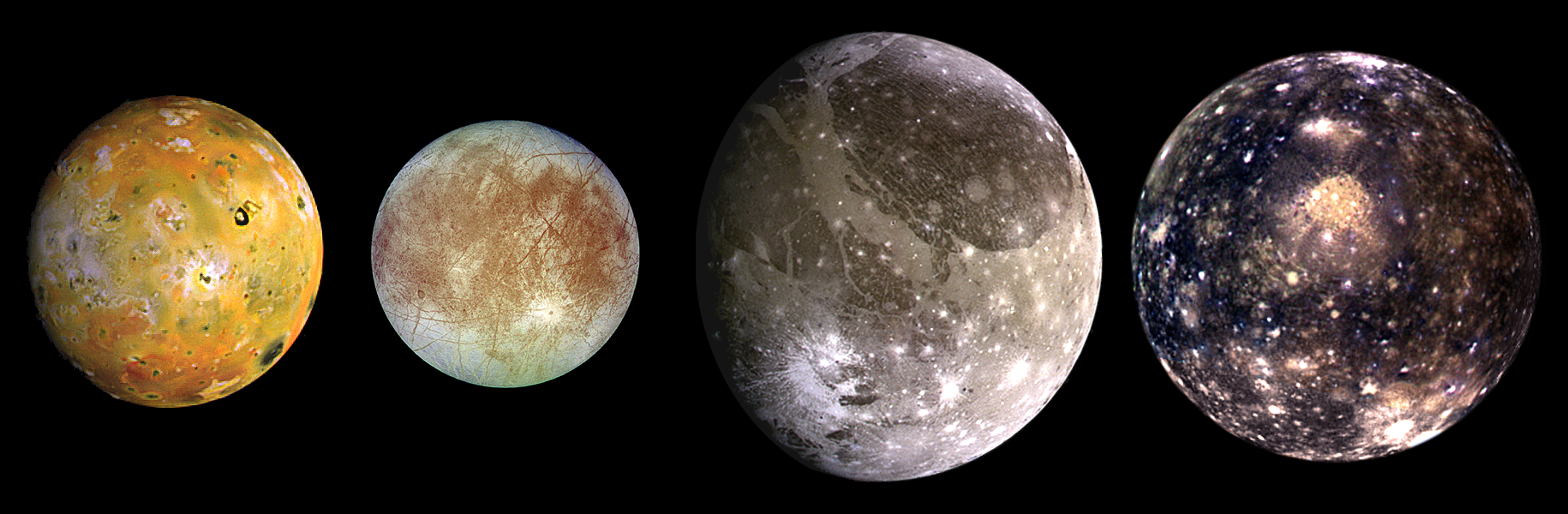
Галилеевы спутники: Ио, Европа, Ганимед, Каллисто

Спутники Юпитера — естественные спутники планеты Юпитер. На май 2023 года известно 95 спутников Юпитера. Юпитер имеет одно из наибольших количеств открытых спутников среди планет Солнечной системы, уступая по этому показателю Сатурну. Кроме того, у Юпитера есть система колец. Четыре спутника Юпитера — Ио, Европа, Ганимед и Каллисто — являются основными кандидатами для колонизации в пределах Солнечной системы наряду с Марсом, Венерой, Луной, Меркурием, поясом астероидов и Титаном.

## Колонизация спутниковЮпитера

### Европа
Основная сложность в колонизации Европы заключается в наличии у Юпитера сильного радиационного пояса. Находящийся на поверхности Европы человек даже при хорошей защите погиб бы от радиации примерно за 10 минут.
Имеются концепции по колонизации Европы. В частности, в рамках проекта «Артемис» предлагается использовать жилища типа иглу либо размещать базы на внутренней стороне ледяной коры (создавая там «воздушные пузыри»); океан предполагается исследовать с помощью подводных лодок. Политолог и инженер авиакосмической техники Т. Гэнгэйл разработал календарь для европеанских колонистов.

### Ганимед
Ганимед, спутник Юпитера, является неплохим местом для колонизации в отдалённом будущем. Ганимед — самый большой спутник в Солнечной системе и, кроме того, единственный спутник Юпитера, обладающий магнитосферой, способной защитить потенциальных колонизаторов от губительного воздействия радиации.

### Каллисто

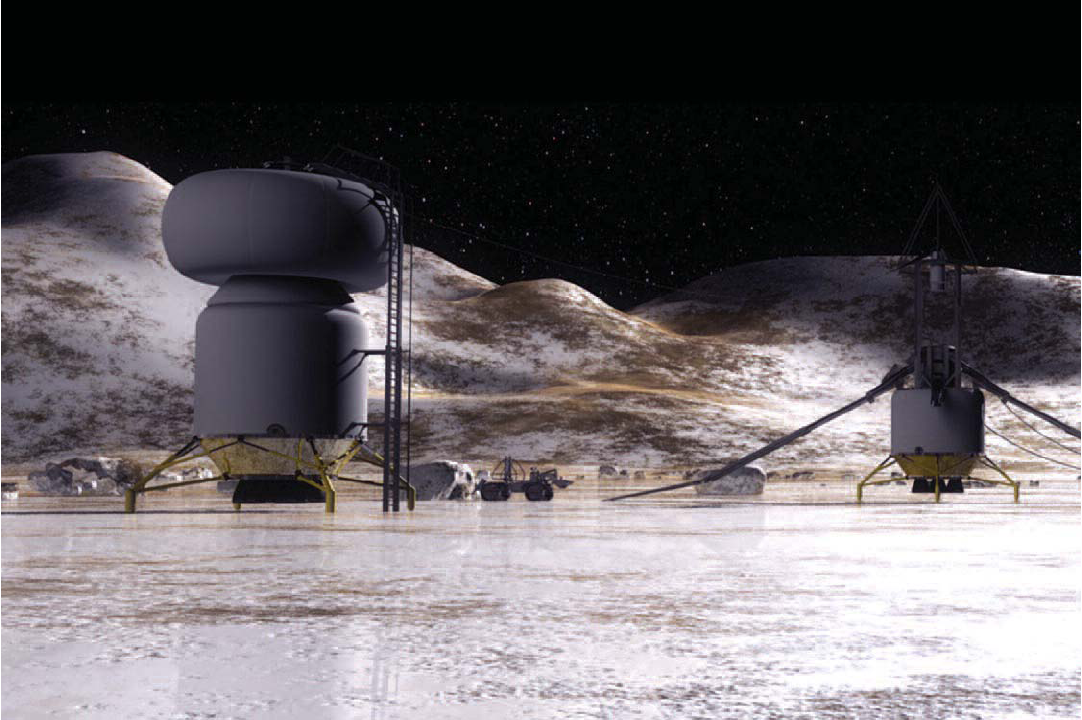
База на Каллисто в представлении художника

По оценкам НАСА, Каллисто может стать первым из колонизированных спутников Юпитера. Это возможно благодаря тому, что Каллисто геологически очень стабильна и находится вне зоны действия радиационного пояса Юпитера. Этот спутник может стать центром дальнейших исследований окрестностей Юпитера, в частности, Европы.
В 2003 НАСА провела концептуальное исследование под названием Human Outer Planets Exploration (HOPE, рус.Надежда) в котором было рассмотрено будущее освоения человечеством Внешней Солнечной системы. Одной из детально рассмотренных целей была Каллисто.
Было предложено в перспективе построить на спутнике станцию по переработке и производству топлива из окружающих льдов для КА, направляющихся для исследования более отдалённых областей Солнечной системы, помимо этого лёд можно было бы использовать и для добычи воды. Одним из преимуществ основания такой станции именно на Каллисто считается низкий уровень радиационного излучения (благодаря отдалённости от Юпитера) и геологическая стабильность. С поверхности спутника можно было бы удалённо, почти в режиме реального времени, исследовать Европу, а также создать на Каллисто промежуточную станцию для обслуживания КА, направляющихся к Юпитеру для совершения гравитационного манёвра в направлении внешней Солнечной системы, после того как они покинут спутник.
Исследование называет программу межпланетной станции EJSM предпосылкой к пилотируемому полёту, который сразу даст начало колонизации. В вышеупомянутом отчёте НАСА за 2003 год было высказано предположение, что пилотируемая миссия к Каллисто будет возможна к 2040-м годам. Считается, что к Каллисто отправится от одного до трёх межпланетных кораблей, один из которых будет нести экипаж, а остальные — наземную базу, устройство для добычи воды и реактор для выработки энергии. Предполагаемая длительность пребывания на поверхности спутника: от 32 до 123 суток; сам полёт, как считается, займёт от 2 до 5 лет.